# (36222) 1999 TG246
(36222) 1999 TG246 est un astéroïde de la ceinture principale d'astéroïdes de 11,493 km de diamètre découvert en 1999.

## Description
(36222) 1999 TG246 a été découvert le 8 octobre 1999 à la Station Catalina, un observatoire astronomique situé dans les Monts Santa Catalina à environ 29 kilomètres au nord-est de Tucson dans l'Arizona, par le projet Catalina Sky Survey.

### Caractéristiques orbitales
L'orbite de cet astéroïde est caractérisée par un demi-grand axe de 3,10 ua, un périhélie de 2,63 ua, une excentricité de 0,15 et une inclinaison de 6,79° par rapport à l'écliptique. Du fait de ces caractéristiques, à savoir un demi-grand axe compris entre 2 et 3,2 ua et un périhélie supérieur à 1,666 ua, il est classé, selon la JPL Small-Body Database, comme objet de la ceinture principale d'astéroïdes.

### Caractéristiques physiques
(36222) 1999 TG246 a une magnitude absolue (H) de 13,0 et un albédo estimé à 0,093, ce qui permet de calculer un diamètre de 11,493 km. Ces résultats ont été obtenus grâce aux observations du Wide-Field Infrared Survey Explorer (WISE), un télescope spatial américain mis en orbite en 2009 et observant l'ensemble du ciel dans l'infrarouge, et publiés en 2012 dans un article présentant les résultats concernant 13 511 astéroïdes de la ceinture principale.